# Verband Botanischer Gärten
Der Verband Botanischer Gärten e. V. ist der Dachverband botanischer Gärten in Deutschland. Er wurde am 22. Februar 1992 in Bonn gegründet. Mitglieder sind knapp 100 botanische Gärten in Deutschland, Österreich, der Schweiz sowie deren Mitarbeiter. Präsident ist Kai Müller, Geschäftsführerin ist Felicitas Wöhrmann.

## Ziele
Ziel des Verbandes ist die Förderung botanischer Gärten. Der Verband will „die Stellung der Botanischen Gärten und ihre Wahrnehmung in der Gesellschaft stärken“. Er unterstützt die Gärten bei ihren Aufgaben und Funktionen in der wissenschaftlichen Forschung und Lehre, der Bildung und Öffentlichkeitsarbeit, der nachhaltigen Sicherung pflanzlicher Vielfalt sowie der Kultur. Er unterstützt die Arbeit der dort tätigen Mitarbeiter und dient ihrem Erfahrungs- und Informationsaustausch.

## Aktivitäten
- Öffentlichkeitsarbeit
- Knüpfen und Pflegen von Kontakten zu Entscheidungsträgern auf verschiedenen politischen Ebenen.
- Plattform für den Erfahrungs- und Informationsaustausch zwischen den Gärten und ihren Mitarbeitern.
- Organisation und Koordination gemeinsamer Projekte und Veranstaltungen.
- Vertretung der Interessen der deutschen botanischen Gärten im internationalen Rahmen.
- zentrale Kontakt- und Informationsstelle für die Öffentlichkeit

## Arbeitsgruppen
- Alpine und Stauden
- Arboretumsgärtner
- Ausbildung
- Biologischer Pflanzenschutz
- Erhaltungskulturen
- Gärtner
- Kustoden
- Orchideengärtner
- Pädagogik
- Subtropen und Kübelpflanzen
- Sukkulentengärtner
- Arbeitsgemeinschaft der Technischen Leiter Botanischer Gärten e. V. (AGTL)

## Sonstiges
Ehrenmitglied des Verbandes war Loki Schmidt.